# Natalia Potchinok
Pour l’article homonyme, voir Potchinok.
Natalia Borisovna Potchinok Gribkova (russe : Наталья Борисовна Починок Грибкова), née le 4 juillet 1976, docteur ès sciences économiques, professeur, est rectrice de l'université d'État russe du social (ru).

## Biographie
Natalia Potchinok est née le 4 juillet 1976 à Moscou. Elle est de 1991 à 1994 membre des sélections juniors d'athlétisme d'URSS puis de la fédération de Russie, au sein desquelles elle participe à des compétitions internationales de course. Elle a le titre de Maître de sport (ru).
Elle suit une double formation supérieure, en économie, à l'université russe d'économie Plekhanov, terminée en 1997, et juridique, à l'université d'État russe du social (ru), terminée en 2002. Elle soutient en 2001 sa thèse sur l'Impôt dans l'incitation à l'investissement étranger en Russie.
Elle travaille dans le secteur bancaire, comme vice-présidente de Gazprombank, directrice d'une filiale de la Raiffeisenbank de Russie, directrice des relations avec les filiales de Sberbank, consultante chez Arthur Andersen et PricewaterhouseCoopers,. 
De 1998 à 2005 elle enseigne à la chaire de la politique fiscale de l'université russe d'économie Plekhanov. Elle est professeur titulaire de la chaire « Impôts et fiscalité ».
Le 2 juin 2014, le ministère de l'Éducation et de la Science de la fédération de Russie considère qu'elle remplit les conditions d'éligibilité aux fonctions de recteur de l'université d'État russe du social (ru). Elle est élue rectrice par la conférence scientifique et pédagogique de l'établissement en janvier 2015.
Sur le plan scientifique, elle s'intéresse aux pensions de retraite, à la politique budgétaire et sociale et aux aspects sociaux de l'économie. Elle a un intérêt particulier pour l'« entrepreneuriat social » et le modèle des services orientés client dans la sphère sociale.
En ce qui concerne l’entreprenariat social, sur lequel la Russie n'a pas encore légiféré, Natalia Potchinok propose la définition suivante : « toute petite ou moyenne entreprise ou toute organisation à but non lucratif, qui accomplit des tâches sociales ». Pour le développement de ce secteur, elle considère qu'il est important de l'aborder dans toutes ses dimensions, et d'utiliser la loi « sur les fondements des services sociaux » pour impliquer activement les entreprises sociales dans les domaines de l'éducation et de la santé.
Elle entre en 2017 à la Chambre sociale de la fédération de Russie (ru) et en est la présidente de la commission de la politique sociale, des relations du travail, de la coopération avec les unions professionnelles et du soutien aux vétérans.
Elle a été mariée avec l'ancien ministre du Travail et du Développement social Alexandre Potchinok (ru). Elle a deux fils, dont l'un est né aux États-Unis.